# Аляпкин, Сергей Иванович
Серге́й Ива́нович Аля́пкин (7 июня 1972) — российский футболист, выступавший на позиции вратаря. С 2003 года занимает пост тренера вратарей клуба «Урал».

## Биография
Начал профессиональную карьеру в клубе «Горняк» Качканар, за который играл в 1992—1993 годах. После этого перешёл в клуб «Уралмаш», в котором играл до 2003 года.
Сразу после завершения карьеры игрока в декабре 2003 года был приглашён на должность тренера вратарей «Урала».
Имеет высшее образование (окончил машиностроительный факультет СИПИ). Женат, есть дочь.